# Gamlebylinjen

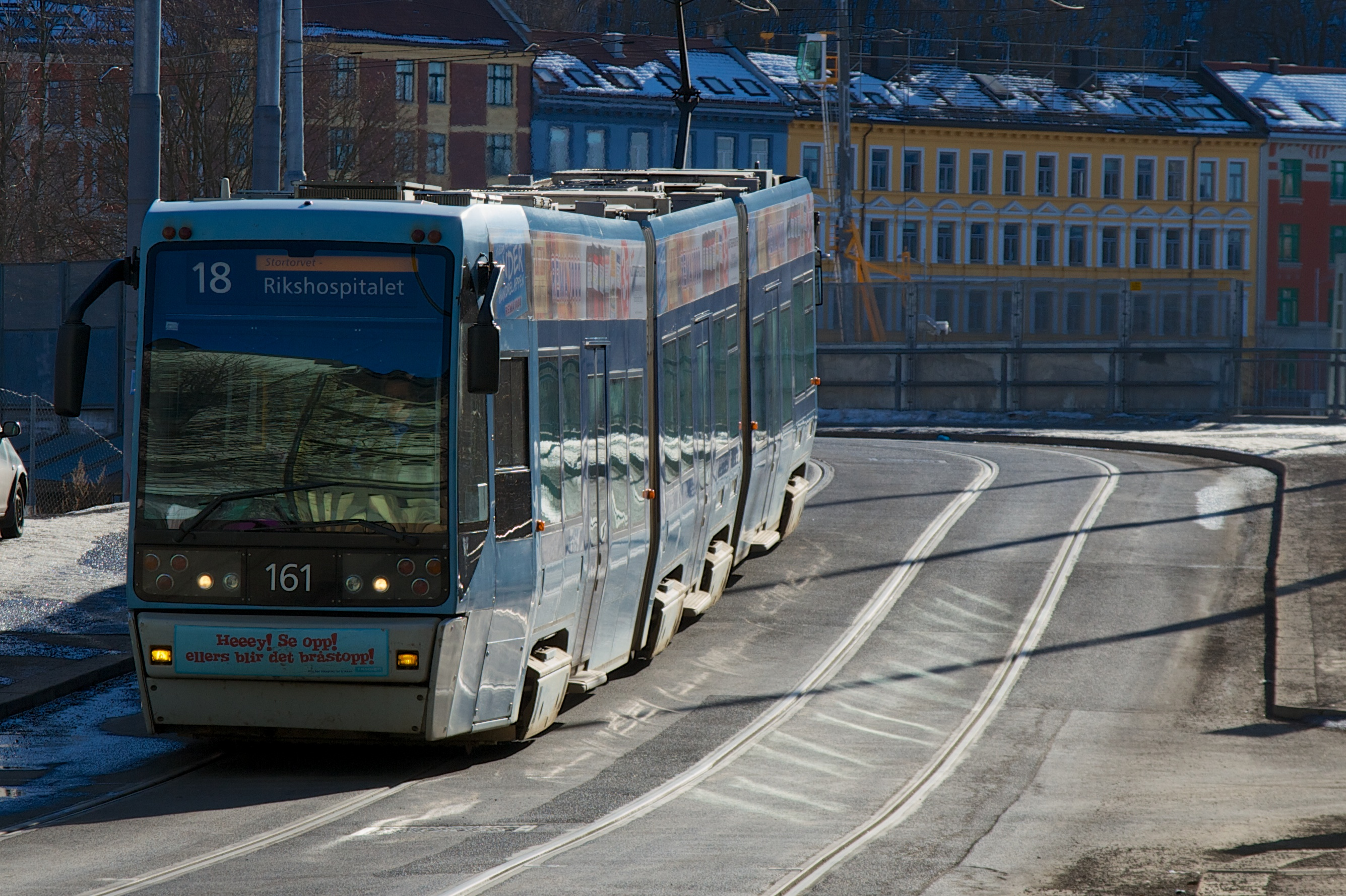
SL-95-tåg på Gamlebylinjen på Geitabru på Oslo gate, 2013

Gamlebylinjen, ursprungligen Oslolinjen, är en norsk spårvägslinje mellan Stortorvet och Oslo Hospital i Gamlebyen i Oslo. Linjen inrättades 1875 som en av Kristianias fyra första spårvägslinjer. Till en början vände spårvagnarna vid Botsfengselet, men redan 1878 förlängdes linjen in på Oslo gate till St. Halvards plass och 1899 till Oslo hospital.

## Historik
Beslut om att bygga spårvägar i Oslo togs 1874. Spårvägen började anläggas av Kristiania Sporveisselskab, och trafik med hästspårvagnar kom igång i oktober 1875. Linjerna utgick från i Stortorvet: Homansbylinjen, Vestbanelinjen och Oslolinjen.   
Oslolinjen var den enda som gick österut från Stortorvet. Den följde Brugata - Grønland - Grønlandsleiret till Botsfengslet, som ursprungligen var den östliga slutstationen. År 1878 förängdes Oslolinjen söderut på Oslo gate till St. Halvards plass och 1899 vidare till Oslo Hospital.
Oslolinjen trafikerades, som den sista av Oslos spårvagnslinjer, med hästspårvagn till januari 1900. Oslolinjen fick samma år sidolinjer till Kampen och Vålerenga.
I juli 1917 förlängdes Oslolinjen genom att kopplas till Ekebergbanen, en förortsbana mellan Oslo Hospital och Sæter, vilken hade byggts av det privata spårvägsbolaget AS Ekebergbanen. Ekebergbanens vagnar, som kallades  vikingskipene kördes på Oslolinjen tillsammans med vagnarna från Kampen och Vålerenga.
Vålerengalinjen förlängdes 1923 till Etterstad med Helsfyr. 
Årsskiftet 1924/1925 ändrades huvudstadens namn från Kristiania till Oslo. Det gamla Oslo fick då namnet Gamlebyen, och Oslolinjen kom att kallas Gamlebylinjen.
År 1957 delades Gamlebylinjen vid Grønlandsleiret/Oslo gate och Schweigaards gate. Gamlebylinjen existerade därefter i två varianter: den gamla över Brugata – Grønland – Grønlandsleiret, och den nya över Jernbanetorget – Biskop Gunnerus gate – Schweigaards gate.
Oslo stad tog 1960 beslut om att lägga ned all spårvagnstrafik i Oslo på förslag av Oslo sporveier. Rälsen över Grønland togs bort 1960, samma år som spårvägslinjen till Kampen lades ned. Ekebergsbanan och Vålerengsbanan upprätthölls med spår på Schweigaards gate. År 1968 lades också Vålerengabanan/Helsfyrbanan ned. Ekebergbanen överlevde dock, och därmed också Gamlebylinjen.